# Festival du film de Sundance 2012
Le Festival du film de Sundance 2012, 28e édition du festival (28th Sundance Film Festival) organisé par le Sundance Institute, s'est déroulé du 19 au 29 janvier 2012.

## Jurys
| U.S. Documentary Jury - Fenton Bailey - Heather Croall - Tia Lessin - Kim Roberts U.S. Dramatic Jury - Justin Lin - Anthony Mackie - Cliff Martinez - Lynn Shelton - Amy Vincent | World Documentary Jury - Nick Fraser - Clara Kim - Jean-Marie Teno World Dramatic Jury - Julia Ormond - Richard Pena - Alekseï Popogrebski | Alfred P. Sloan Jury - Tracy Day - Helen Fisher - Dr Robert J. Full - Gwyn Lurie - Alex Rivera Short Film Jury - Mike Judge - Dee Rees - Shane Smith |

## Sélection
Note : les titres indiqués ci-dessous sont ceux du site officiel du festival. Il peut s'agir du titre définitif, anglophone ou international.

### En compétition

#### U.S. Documentary Competition
- A Place at the Table (en) de Kristi Jacobson et Lori Silverbush
- Ai Weiwei: Never Sorry d'Alison Klayman
- The Atomic States of America de Don Argott (en) et Sheena M. Joyce (en)
- Buck de Cindy Meehl (en)
- Chasing Ice de Jeff Orlowski
- Detropia de Heidi Ewing et Rachel Grady (en)
- Escape Fire: The Fight to Rescue American Healthcare de Susan Froemke (en) et Matthew Heineman
- The House I Live In d'Eugene Jarecki
- How to Survive a Plague de David France (en)
- The Invisible War de Kirby Dick
- Love Free or Die de Macky Alston
- Me at the Zoo de Chris Moukarbel (en) et Valerie Veatch
- The Other Dream Team (Kita svajonių komanda) de Marius A. Markevicius
- The Queen of Versailles de Lauren Greenfield
- Marina Abramović: The Artist Is Present  de Matthew Akers
- Slavery by Another Name de Samuel D. Pollard
- We're Not Broke de Victoria Bruce et Karin Hayes

#### U.S. Dramatic Competition
- Les Bêtes du sud sauvage (Beasts of the Southern Wild) de Benh Zeitlin
- The Comedy de Rick Alverson (en)
- The End of Love (en) de Mark Webber
- Filly Brown (en) de Michael D. Olmos et Youssef Delara
- The First Time de Jon Kasdan
- For Ellen de So Yong Kim
- Hello I Must Be Going (en) de Todd Louiso (en)
- Keep the Lights On d'Ira Sachs
- Luv de Sheldon Candis
- Middle of Nowhere d'Ava DuVernay
- Nobody Walks de Ry Russo-Young
- Safety Not Guaranteed de Colin Trevorrow
- Save the Date de Michael Mohan
- Simon Killer d'Antonio Campos
- Smashed de James Ponsoldt
- The Surrogate de Ben Lewin

#### World Cinema Documentary Competition
- 1/2 Revolution de Karim El Hakim et Omar Shargawi (da)  Danemark  Égypte
- Cinq caméras brisées (Khamas Kamīrāt Muḥaṭṭamah) d'Emad Burnat (en) et Guy Davidi (he)  Palestine  Israël  France
- The Ambassador de Mads Brügger  Danemark
- Big Boys Gone Bananas!* de Fredrik Gertten  Suède
- China Heavyweight (千錘百煉) de Yung Chang (en)  Canada  Chine
- Gypsy Davy de Rachel Leah Jones  Israël  États-Unis  Espagne
- The Imposter de Bart Layton  Royaume-Uni
- Indie Game: The Movie de James Swirsky et Lisanne Pajot  Canada
- The Law in These Parts (Shilton Ha Chok) de Ra'anan Alexandrowicz (he)  Israël
- Payback de Jennifer Baichwal  Canada
- Putin's Kiss de Lise Birk Pedersen  Danemark
- Sugar Man (Searching for Sugar Man) de Malik Bendjelloul  Royaume-Uni  Suède

#### World Cinema Dramatic Competition
- Momoiro sora o de Keiichi Kobayashi  Japon
- Can de Raşit Çelikezer (tr)  Turquie
- Le Chemin (A Busca) de Luciano Moura  Brésil
- Four Suns de Bohdan Sláma  République tchèque
- L (el) de Babis Makridis  Grèce
- Madrid, 1987 (es) de David Trueba  Espagne
- My Brother the Devil de Sally El Hosaini (en)  Royaume-Uni
- Teddy Bear (da) (10 timer til Paradis) de Mads Matthiesen  Danemark
- Ultimo Elvis (El último Elvis) d'Armando Bo  Argentine
- Valley of Saints de Musa Syeed  Inde
- Violeta (Violeta se fue a los cielos) d'Andrés Wood  Chili  Argentine  Brésil  Espagne
- Wish You Were Here de Kieran Darcy-Smith (en)  Australie
- Wrong de Quentin Dupieux  France
- Joven y alocada de Marialy Rivas  Chili

#### Shorts Competition
Sauf mention contraire, tous les films ci-dessous sont  américains.
1. ’92 Skybox Alonzo Mourning Rookie Card de Todd Sklar
2. 38–39 °C de Kangmin Kim  Corée du Sud  États-Unis
3. 663114 de Isamu Hirabayashi  Japon
4. A Morning Stroll de Grant Orchard  Royaume-Uni
5. Aquadettes de Zackary Canepari et Drea Cooper
6. The Arm de Jessie Ennis, Brie Larson et Sarah Ramos
7. Avocados de Kataneh Vahdani
8. Barbie Blues de Adi Kutner  Israël
9. Bear de Nash Edgerton  Australie
10. Belly de Julia Pott  Royaume-Uni
11. The Black Balloon de Benny Safdie et Josh Safdie  États-Unis
12. Bobby Yeah de Robert Morgan  Royaume-Uni
13. Les Conquérants de Tibor Banoczki et Sarolta Szabo  Canada  France
14. The Debutante Hunters de Maria White
15. The Diatom de Chris Peters
16. Dol (First Birthday) de Andrew Ahn
17. Don't Hug Me I'm Scared de Joseph Pelling et Rebecca Sloan  Royaume-Uni
18. Dr Breakfast de Stephen P. Neary et Stephen Neary
19. Family Nightmare de Dustin Guy Defa
20. Famous Person Talent Agency: Pearls of Asia de Ivan Hurzeler
21. Fishing Without Nets de Cutter Hodierne  Kenya
22. The Fort de Andrew Renzi
23. Fourplay: Tampa de Kyle Henry
24. Fragments of Dissolution de Travis Wilkerson
25. Frozen Stories (Opowieści z chłodni) de Grzegorz Jaroszuk  Pologne
26. Fungus (Svaleymp) de Charlotta Miller  Suède
27. Girl de Fijona Jonuzi  Suède
28. Hellion de Kat Candler
29. Henley de Craig Macneill
30. Heart Stop Beating de Jeremiah Zagar
31. The Hidden Smile (El somriure amagat) de Ventura Durall  Espagne
32. Hilary's Straws de Phil Cox  Royaume-Uni
33. It's Such a Beautiful Day de Don Hertzfeldt
34. Into the Middle of Nowhere de Anna Frances Ewert  Royaume-Uni  Allemagne
35. Juku de Kiro Russo  Bolivie  Argentine
36. Killing the Chickens to Scare the Monkeys de Jens Assur  Suède
37. L Train de Anna Musso
38. The Landfill de Jessica Edwards et Gary Hustwit
39. Las Palmas de Johannes Nyholm  Suède
40. Lazarov de Luis Nieto  France
41. Life and Freaky Times of Uncle Luke de Jillian Mayer
42. Long Distance Information de Douglas Hart  Royaume-Uni
43. Meet Mr. Toilet de Jessica Yu
44. Meaning of Robots de Matt Lenski
45. The Movement: One Man Joins an Uprising de Greg I. Hamilton et Kurt Miller
46. Moving Stories de Nicolas Provost  Belgique
47. Moxie de Stephen Irwin  Royaume-Uni
48. Newtown Creek Digester Eggs: The Art of Human Waste de David W. Leitner
49. Night Hunter de Stacey Steers
50. Odysseus' Gambit de Àlex Lora Cercós  Espagne  États-Unis
51. OK Breathe Auralee de Brooke Swaney
52. Once It Started It Could Not End Otherwise de Kelly Sears
53. Playtime (Spielzeit) de Lucas Mireles  Allemagne
54. Pluto Declaration de Travis Wilkerson
55. Random Strangers de Alexis Dos Santos  Royaume-Uni
56. The Return (Kthimi) de Blerta Zeqiri  Kosovo
57. Robots of Brixton de Kibwe Tavares  Royaume-Uni
58. Rolling on the Floor Laughing de Russell Harbaugh
59. Seeking The Monkey King de Ken Jacobs
60. Slow Derek de Dan Ojari  Royaume-Uni
61. Song of the Spindle de Drew Christie
62. spoonful de Jenée LaMarque
63. Stick Climbing de Daniel Zimmermann  Autriche  Suisse
64. Surveillant de Yan Giroux  Canada
65. The Thing de Rhys Ernst
66. Tooty's Wedding de Frederic Casella  Royaume-Uni
67. The Tsunami and the Cherry Blossom de Lucy Walker
68. Tumult de Johnny Barrington  Royaume-Uni
69. Una hora por favora de Jill Soloway

### Hors compétition

#### Premieres
- Arbitrage de Nicholas Jarecki (en)  États-Unis
- Bachelorette de Leslye Headland  États-Unis
- California Solo (en) de Marshall Lewy  États-Unis
- Celeste and Jesse Forever de Lee Toland Krieger  États-Unis
- American Sexy Phone (For a Good Time, Call…) de Jamie Travis  États-Unis
- Goats de Christopher Neil  États-Unis
- Hit RECord at the Movies with Joseph Gordon-Levitt de Joseph Gordon-Levitt  États-Unis
- Lady Vegas : Les Mémoires d'une joueuse (Lay the Favorite) de Stephen Frears  États-Unis
- Liberal Arts de Josh Radnor  États-Unis
- Predisposed de Ron Nyswaner et Phil Dorling  États-Unis
- Price Check (en) de Michael Walker  États-Unis
- Red Hook Summer de Spike Lee  États-Unis
- Red Lights de Rodrigo Cortés  États-Unis
- Robot and Frank de Jake Schreier  États-Unis
- Shadow Dancer de James Marsh  Royaume-Uni
- Two Days in New York de Julie Delpy  France
- The Words de Brian Klugman et Lee Sternthal  États-Unis

#### Spotlight
- Corpo celeste d'Alice Rohrwacher  Italie
- Elena (Елена) d'Andreï Zviaguintsev  Russie
- Et maintenant, on va où ? de Nadine Labaki  France  Liban  Italie  Égypte
- La guerre est déclarée de Valérie Donzelli  France
- Monsieur Lazhar de Philippe Falardeau  Canada
- O le tulafale de Tusi Tamasese (en)  Nouvelle-Zélande
- Oslo, 31 août (Oslo, 31. august) de Joachim Trier  Norvège
- The Raid (Serbuan maut) de Gareth Evans  Indonésie
- This Must Be the Place de Paolo Sorrentino  Italie  France  Irlande
- Les Hauts de Hurlevent (Wuthering Heights) d'Andrea Arnold  Royaume-Uni
- Ma meilleure amie, sa sœur et moi (Your Sister's Sister) de Lynn Shelton  États-Unis

#### Documentary Premieres
- A Fierce Green Fire de Mark Kitchell  États-Unis
- About Face: The Supermodels, Then and Now de Timothy Greenfield-Sanders (en)  États-Unis
- Bones Brigade: An Autobiography de Stacy Peralta  États-Unis
- The D Word: Understanding Dyslexia de James Redford  États-Unis
- Ethel (en) de Rory Kennedy  États-Unis
- Something from Nothing: The Art of Rap (en) d'Andy Baybutt et Ice-T  Royaume-Uni
- Under African Skies de Joe Berlinger  États-Unis
- West of Memphis d'Amy J. Berg (en)  États-Unis

#### Park City at Midnight
- Black Rock de Katie Aselton  États-Unis
- Excision de  Richard Bates, Jr  États-Unis
- Grabbers de Jon Wright (en)  Royaume-Uni
- John Dies at the End de Don Coscarelli  États-Unis
- The Pact de Nicholas McCarthy  États-Unis
- Shut Up and Play the Hits (en) de Will Lovelace et Dylan Southern  Royaume-Uni
- Tim and Eric's Billion Dollar Movie de Tim Heidecker et Eric Wareheim  États-Unis
- V/H/S de David Bruckner, Glenn McQuaid (en), Radio Silence, Joe Swanberg, Ti West et Adam Wingard  États-Unis

#### New Frontier
- Bestiaire de Denis Côté  Canada  France
- An Oversimplification of Her Beauty (en) de Terence Nance (en)  États-Unis
- The Perception of Moving Targets de Weston Currie  États-Unis
- Room 237 de Rodney Ascher  États-Unis
- whiteonwhite:algorithmicnoir de Rufus Corporation et Eve Sussman  États-Unis

#### Collection
- Daughters of the Dust (1991) de Julie Dash  États-Unis
- Génération 90 (Reality Bites, 1994) de Ben Stiller  États-Unis

#### NEXT
- 28 Hotel Rooms de Matt Ross  États-Unis
- Compliance de Craig Zobel (en)  États-Unis
- I Am Not a Hipster de Destin Daniel Cretton  États-Unis
- Kid-Thing (en) de David Zellner  États-Unis
- Mosquita y Mari d'Aurora Guerrero  États-Unis
- My Best Day d'Erin Greenwell  États-Unis
- Pursuit of Loneliness de Laurence Thrush  États-Unis
- Sleepwalk with Me de Mike Birbiglia  États-Unis
- That's What She Said (en) de Carrie Preston  États-Unis

## Palmarès
Source : site officiel du festival.

### Longs métrages
- Grand prix du jury :
  - U.S. Documentary : The House I Live In  États-Unis
  - U.S. Dramatic : Les Bêtes du Sud sauvage  États-Unis
  - World Documentary : The Law in These Parts  Israël
  - World Dramatic : Violeta  Chili
- Prix du public :
  - U.S. Documentary : The Invisible War  États-Unis
  - U.S. Dramatic : The Surrogate  États-Unis
  - World Documentary : Sugar Man  Royaume-Uni
  - World Dramatic : Valley of Saints  Inde
- Best of NEXT : Sleepwalk with Me  États-Unis
- Prix de la mise en scène :
  - U.S. Documentary : Lauren Greenfield pour The Queen of Versailles  États-Unis
  - U.S. Dramatic : Ava DuVernay pour Middle of Nowhere  États-Unis
  - World Documentary : Emad Burnat et Guy Davidi pour Cinq caméras brisées  Palestine  Israël
  - World Dramatic : Mads Matthiesen pour Teddy Bear  Chili
- Prix du scénario :
  - U.S. Dramatic : Derek Connolly pour Safety Not Guaranteed  États-Unis
  - World Dramatic : Marialy Rivas, Camila Gutiérrez, María José Viera-Gallo, Pedro Peirano et Sebastián Sepúlveda pour Young and Wild  Chili
- Prix du montage documentaire :
  - U.S. Documentary : Enat Sidi pour Detropia  États-Unis
  - World Documentary : Lisanne Pajot, James Swirsky pour Indie Game: The Movie  Canada
- Prix de la photographie :
  - U.S. Documentary : Jeff Orlowski pour Chasing Ice  États-Unis
  - U.S. Dramatic : Ben Richardson pour Les Bêtes du sud sauvage  États-Unis
  - World Documentary : Lars Skree pour Putin's Kiss  Danemark
  - World Dramatic : David Raedeker pour My Brother the Devil  Royaume-Uni
- Prix spéciaux :
  - Prix spécial du jury pour un acteur du changement : Love Free or Die
  - Prix spécial du jury pour un esprit de défi : Ai Weiwei pour Ai Weiwei: Never Sorry
  - Prix spécial du jury pour l'excellence dans la production d'un film indépendant : Smashed et Nobody Walks
  - Prix spécial du jury pour la meilleure distribution : John Hawkes, Helen Hunt, William H. Macy et Moon Bloodgood pour The Surrogate
  - Prix spécial du jury international pour une vision artistique : Can
  - Prix spécial du jury international pour la célébration d'un esprit artistique : Sugar Man

### Courts métrages
- Grand prix du jury : Fishing Without Nets
- Prix du public : The Black Balloon
- Prix du jury :
  - U.S. Documentary : The Tsunami and the Cherry Blossom
  - U.S. Dramatic :The Black Balloon
  - World Documentary : A Morning Stroll
  - World Dramatic : The Return
- Prix du jury pour la mise en scène : Fishing Without Nets
- Prix du public : The Debutante Hunters

### Autres prix
- Alfred P. Sloan Feature Film Prize : Robot and Frank et Valley of Saints